# با آهنگ بخور
با آهنگ بخور (به انگلیسی: Eat to The Beat)، عنوان چهارمین آلبوم استودیویی بلاندی است. این آلبوم در اکتبر ۱۹۷۹ در بریتانیا به رتبهٔ یک رسید.

## پیشینه
بلاندی، سه تک‌آهنگ را از این آلبوم در بریتانیا منتشر کرد («رؤیا»، «آبی شهر متحد» و «اتمی»). سه تک‌آهنگ نیز در ایالات متحده منتشر شدند («رؤیا»، «اتمی» و «دشوارترین بخش»). این آلبوم شامل سبک‌های گوناگونی چون پانک، رگی و فانک و هم‌چنین لالایی‌خواندن است.
با آهنگ بخور اولین «آلبوم نماهنگی» در تاریخ بود، به این معنا که آلبوم به طور تجاری با قالب ویدئوی خانگی هم‌زمان با آلبوم صوتی منتشر شد. تمام ترانه‌های در این آلبوم، نماهنگی نیز دارند.
دبرا هری ذکر کرد که در طی تور بریتانیا برای این آلبوم، وی بیش از همه از خواندن «حوادث هرگز رخ نمی‌دهند» و «شیلا» لذت می‌برده است.
با توجه به یادداشت‌های آلبوم تلفیقی مجموعهٔ پلاتینی، ترانهٔ «حرکت آهسته»، قرار بود که چهارمین تک‌آهنگ این آلبوم باشد، و مایک چپمن حتی بازترکیب‌های تک‌آهنگی را از این ترانه ساخت، اما پس از موفقیت غیرقابل انتظار «مرا صدا کن»، ترانهٔ اصلی فیم ژیگولوی آمریکایی، این برنامه‌ها لغو شد و میکس‌های تک‌آهنگ عرضه‌نشده باقی ماندند. با این وجود، یک میکس دیگر از ترانه با عنوان The Stripped Down Motown Mix، در یکی از تک‌آهنگ‌های بازترکیبی فراوانی که از سوی کریسلیس/ای‌آم‌ای در اواسط دههٔ ۱۹۹۰ منتشر می‌شد، قرار گرفت.
با آهنگ بخور به وسیلهٔ ای‌ام‌آی/کپیتل در سال ۲۰۰۱ مجدداً بازسازی و منتشر شد؛ همراه چهار ترانهٔ اضافی. نسخهٔ بازسازی‌شدهٔ ۲۰۰۱، باز هم در سال ۲۰۰۷ بدون آن چهار ترانهٔ اضافی منتشر شد (۲۶ ژوئن - ایالات متحده؛ ۲ ژوئیه - بریتانیا). درعوض یک دی‌وی‌دی آلبوم ویدئویی در آن قرار داشت. این اولین باری بود که آلبوم نماهنگی با آهنگ بخور با قالب دی‌وی‌دی در دسترس قرار می‌گرفت.